# Samuel M. Ralston

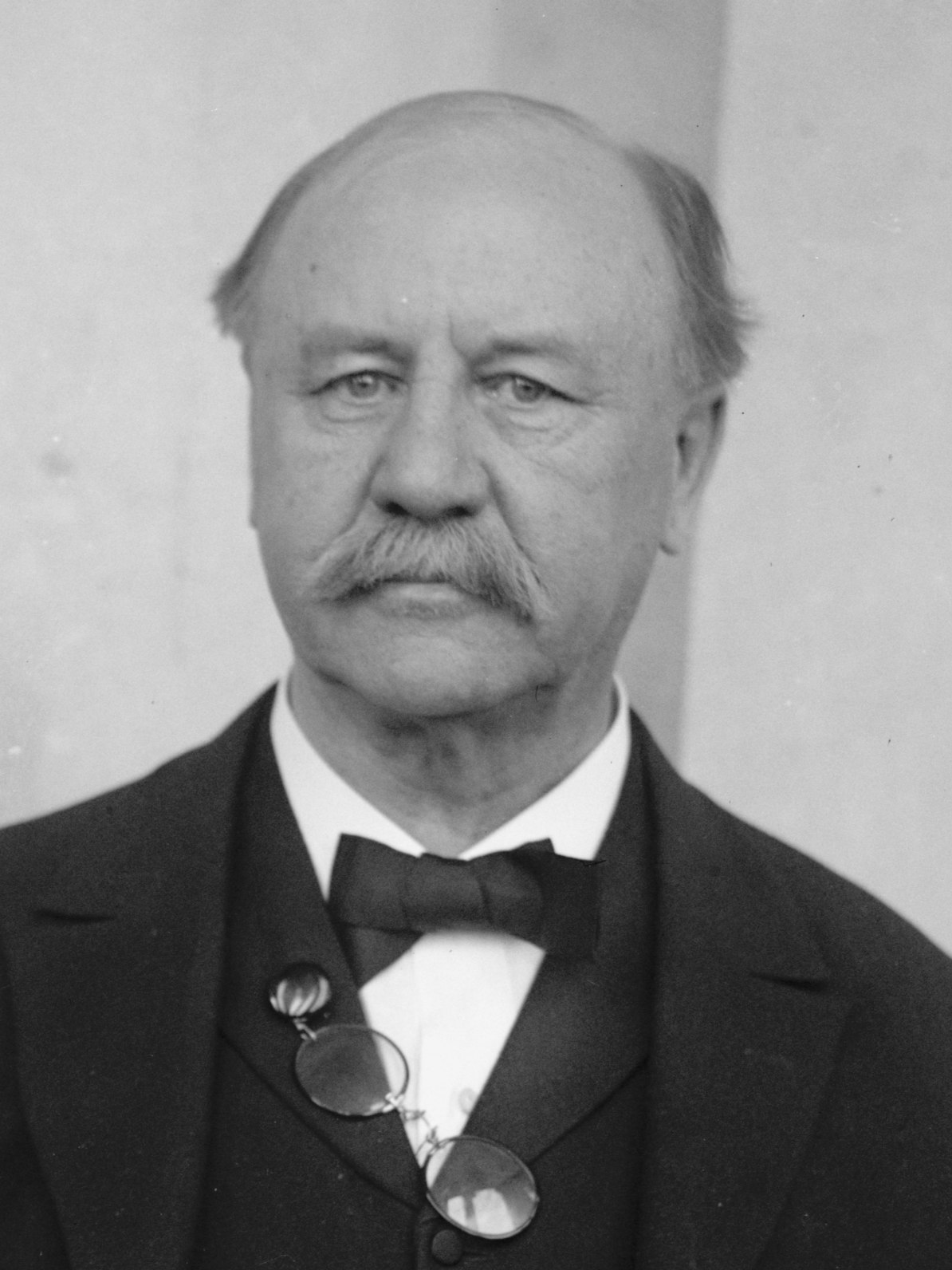
1923

Samuel Moffett Ralston (ur. 1 grudnia 1857, zm. 14 października 1925 w Indianapolis) – amerykański polityk, działacz Partii Demokratycznej, prawnik.
W latach 1913–1917 pełnił funkcję gubernatora stanu Indiana. Od 1923 do śmierci był senatorem 1. klasy z Indiany.
Był dwukrotnie żonaty. Z pierwszego małżeństwa miał troje dzieci.